# Val Verde Park
Val Verde Park – jednostka osadnicza w Stanach Zjednoczonych, w stanie Teksas, w hrabstwie Val Verde.